# Einfädler (Skisport)
Als Einfädler oder Einfädeln (englisch straddle) bezeichnet man im Skisport umgangssprachlich das nicht korrekte Passieren eines Tores, bei dem der Innenski auf der falschen Seite einer Torstange vorbeigeführt wird und die Stange somit zwischen Innen- und Außenski gerät. Torfehler dieser Art betreffen in erster Linie den alpinen Skisport, sind aber auch in anderen Sportarten wie Skicross oder dem Snowboardsport möglich. 

## Regeln

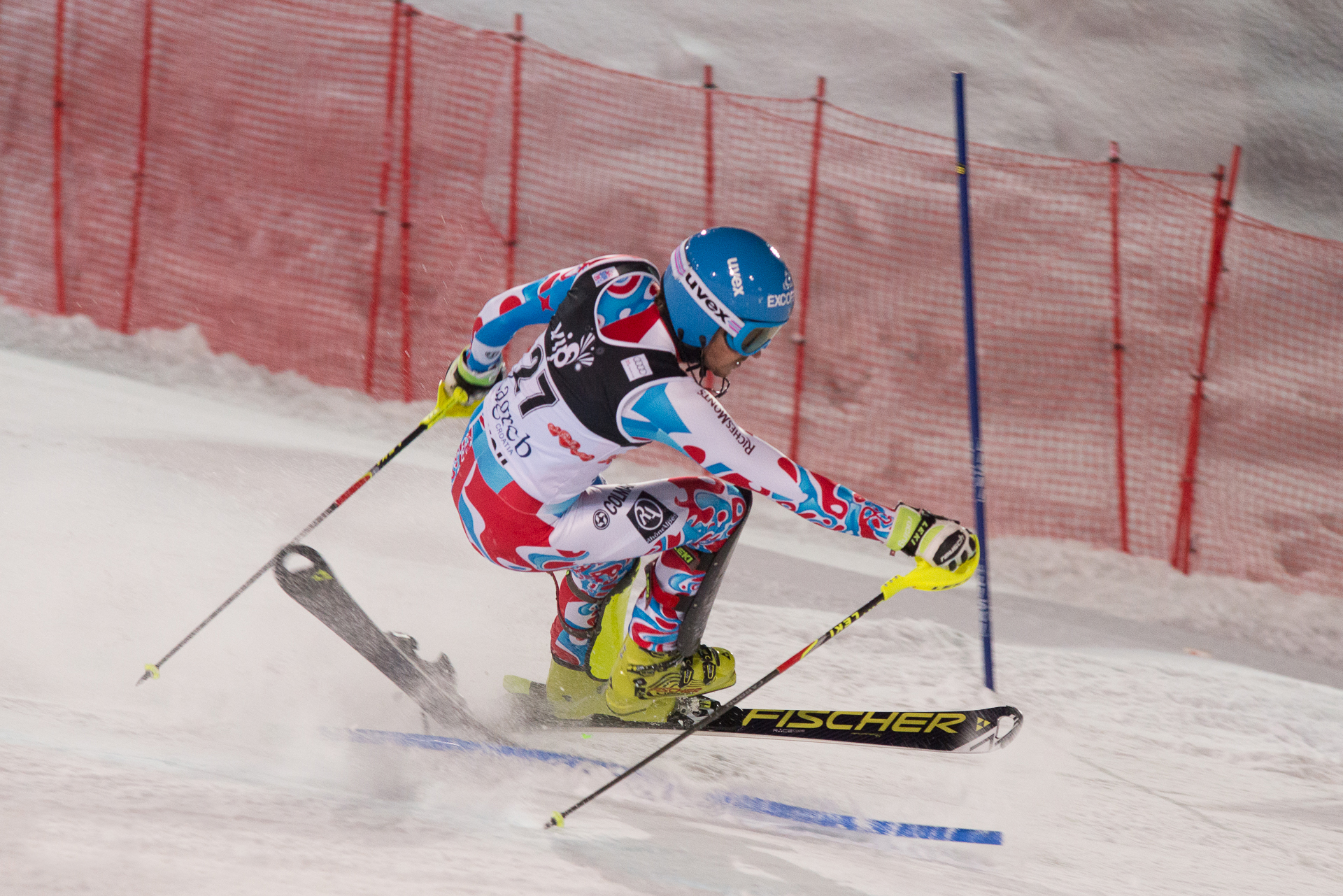
Steve Missillier unmittelbar nach einem Einfädler im Slalom

Gemäß Regel 661.4 der Internationalen Wettkampfordnung (IWO) der FIS gilt ein Tor als korrekt durchfahren, wenn beide Skispitzen und beide Füße des Wettkämpfers die Torlinie – eine gedachte Linie zwischen zwei Torstangen – überquert haben. Beim Einfädeln ist dies nicht der Fall, womit ein Torfehler begangen wird. Am häufigsten passieren Einfädler in der Disziplin Slalom, da die Athleten aufgrund der Kippstangentechnik die engste Linie um die Tore wählen können. Einfädler enden nicht selten mit Stürzen, vor allem dann, wenn sich durch den Druck der Torstange die Bindung am Innenski öffnet. Fädelt ein Läufer, egal ob bewusst oder unbemerkt, ein und beendet seinen Lauf dennoch, hat das gemäß IWO-Regel 628.8 eine Disqualifikation sowie eine Geldstrafe von 999 Schweizer Franken zur Folge.

## Prominente Beispiele
Besondere Aufmerksamkeit erregten im Januar 2012 mehrere vermeintliche Einfädler von Marcel Hirscher im alpinen Skiweltcup. Nachdem er in den Slaloms von Wengen und Kitzbühel tatsächlich, ohne es zu merken, eingefädelt hatte und weitergefahren war, verbreitete sich das Gerücht, er hätte bei seinen Siegen in Zagreb und Adelboden bereits beim ersten Tor einen Torfehler begangen. Sein direkter Konkurrent um den Gesamtweltcup, Ivica Kostelić reagierte darauf erbost. Erst nach stundenlangen Videoanalysen konnten Hirscher und Felix Neureuther, dem für Zagreb Ähnliches angelastet wurde, von den Verdachten freigesprochen werden. Der von österreichischen Medien als „Einfädler-Affäre“ bezeichnete Konflikt zwischen den Läufern wurde vor dem Nightrace in Schladming mit einer öffentlichen Versöhnung beigelegt. Von da an benutzte Hirscher sogenannte Geierschnäbel, Kunststoffaufsätze auf den Skispitzen, die das Risiko eines Einfädlers bei enger Linienführung, reduzieren sollen.
Möglicherweise rennentscheidende Einfädler im Rahmen von Großereignissen unterliefen in den letzten Jahren etwa Bode Miller und Benjamin Raich im Kombinationsslalom von Turin 2006 oder Marcel Hirscher im Slalom von Beaver Creek 2015. Stefan Luitz passierte bei den Olympischen Winterspielen 2014 in Sotschi das letzte Tor im ersten Durchgang des Riesenslaloms nicht korrekt und vergab damit Zwischenrang zwei im Kampf um die Medaillen.